# Tionesta Township
Tionesta Township est un township situé au sud-ouest du comté de Forest, en Pennsylvanie, aux États-Unis,. En 2010, il comptait une population de 729 habitants.

## Démographie
Lors du recensement de 2010, le township comptait une population de 729 habitants. Elle est estimée, en 2018, à 648 habitants.

### Source de la traduction
- (en) Cet article est partiellement ou en totalité issu de l’article de Wikipédia en anglais intitulé « Tionesta Township, Forest County, Pennsylvania » (voir la liste des auteurs).